# (4468) Погребецкий
(4468) Погребецкий (лат. Pogrebetskij) — типичный астероид главного пояса, который был открыт 24 сентября 1976 года советским астрономом Николаем Черных в Крымской обсерватории и назван в честь Михаила Погребецкого, заслуженного мастера спорта по альпинизму.

Орбита астероида Погребецкий и его положение в Солнечной системе